# 21e cérémonie des Victoires de la musique
 (avril 2025).
La 21e cérémonie des Victoires de la musique a lieu le 4 mars 2006 au Zénith de Paris. Elle est présentée par Nagui et Michel Drucker. 

## Palmarès
Les gagnants sont indiqués ci-dessous en tête de chaque catégorie et en caractères gras. 

### Groupe ou artiste interprète masculin de l'année

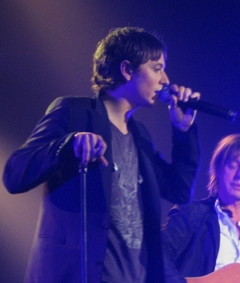
Raphael, artiste masculin de l'année

- Raphael
  - Jean-Louis Aubert
  - Bénabar
  - Marc Lavoine

### Groupe ou artiste interprète féminine de l'année
- Juliette
  - Keren Ann
  - Lââm
  - Zazie

### Groupe ou artiste révélation du public de l'année

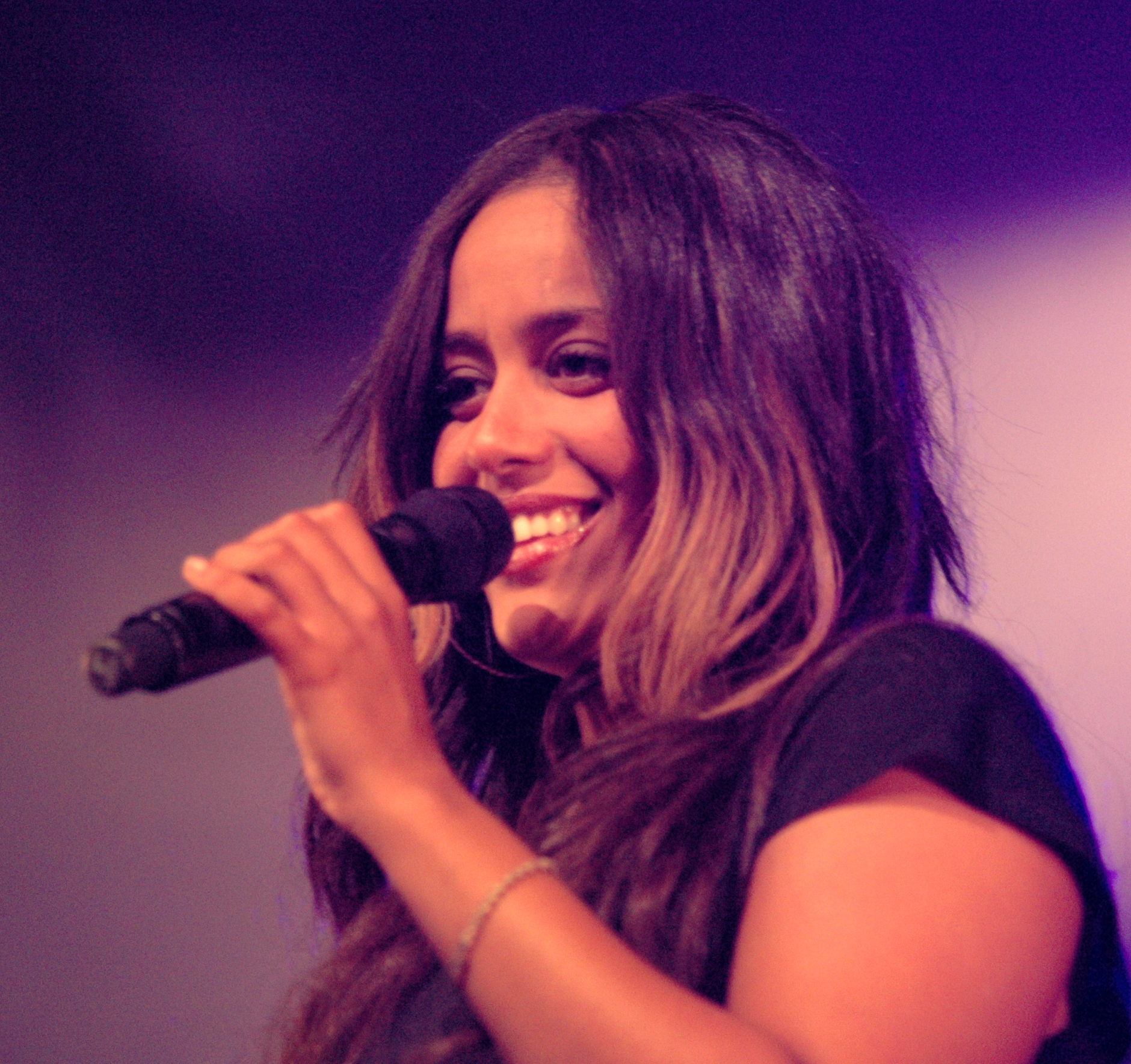
Amel Bent, révélation du public de l'année

- Amel Bent
  - Camille
  - Pauline Croze
  - Superbus

### Groupe ou artiste révélation scène de l'année

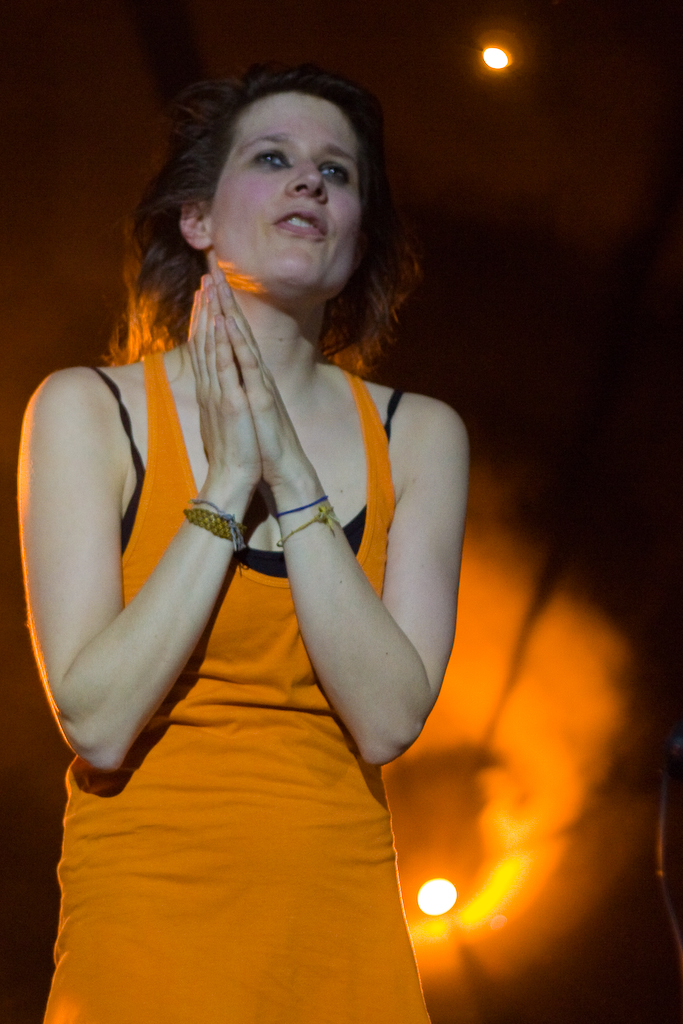
Camille, artiste révélation scène de l'année

- Camille
  - Anaïs
  - Bazbaz
  - Les Wriggles

### Album révélation de l'année
- Le Fil - Camille
  - Un jour d'été - Amel Bent
  - Pauline Croze - Pauline Croze
  - Robots après tout - Philippe Katerine

### Album de chansons/variétés de l'année
- Caravane - Raphael
  - Reprise des négociations - Bénabar
  - La Femme chocolat - Olivia Ruiz
  - La Vie Théodore - Alain Souchon

### Album pop/rock de l'année
- À plus tard crocodile - Louise Attaque
  - Idéal standard - Jean-Louis Aubert
  - Menteur - Cali
  - Scandale mélancolique - Hubert-Félix Thiéfaine

### Album rap/ragga/hip-hop/R'n'B de l'année
- Les Histoires extraordinaires d'un jeune de banlieue - Disiz la peste
  - 113 Degrés - 113
  - Hold Up - Saïan Supa Crew
  - La Main sur le cœur - Sinik

### Album de musiques du monde de l'année
- Mesk Elil - Souad Massi
  - Alma - I Muvrini
  - Di Korpu Ku Alma - Lura
  - Pomaïe Klokochazia balek - Nosfell

### Album de musiques électroniques/groove/dance de l'année
- Animal sophistiqué - Bumcello
  - F*** Me I'm Famous - David Guetta
  - Hedonist - Martin Solveig
  - Drum Major ! - Rubin Steiner

### Album de musique originale de cinéma ou de télévision de l'année
- La Marche de l'empereur - Émilie Simon
  - Brice de Nice - Bruno Coulais
  - Le Courage d'aimer - Francis Lai
  - Ma vie en l'air - Sinclair

### Chanson originale de l'année
- Caravane - Raphael  (Auteur - Compositeur : Raphael)
  - Ma philosophie - Amel Bent (Auteurs : Mélanie Georgiades / Amel Bent - Compositeur : Blair Mackichan)
  - Ta douleur - Camille (Auteur - Compositeur : Camille Dalmais)
  - Et si en plus y'a personne - Alain Souchon (Auteur : Alain Souchon - Compositeur : Laurent Voulzy)

### Spectacle musical, tournée ou concert de l'année
- Zazie pour Rodéo Tour à Bercy et en tournée (Production : TS3)
  - Bernard Lavilliers pour Carnets de bord au Grand Rex, au Zénith et en tournée (Production : Gilbert Coullier Productions)
  - Didier Lockwood, Caroline Casadesus, Dimitri Naïditch pour Le Jazz et la Diva au Théâtre de la Gaîté-Montparnasse (Production : Polyfolies - Dominique Dumond)
  - Tryo pour Tryo fête ses 10 ans au Zénith et en tournée (Production : Pyrprod)

### Vidéo-clip de l'année
- Est-ce que tu aimes ? - Arthur H et M (Réalisation : Rodolphe Pauly)
  - La Bonne Étoile - M (Réalisation : Laurent Seroussi)
  - Au conditionnel - Matmatah (Réalisation : Marc Cortes)
  - Tout le bonheur du monde - Sinsemilia (Réalisation : Pierre Tasso)

### DVD musical de l'année
- Noir Désir en images - Noir Désir (Réalisation : Alex & Martin, Christophe Acker, Jacques Audiard, David Barnard, Henri Jean Debon, Franck Demoliere, Don Kent, Juan Pablo Escobar, Michel Gondry, Olivier Gondry, Raphaël Olle Cervera, Anaïs Prosaïc, S. Richard, Christophe Sirchis, Marc Vernier)
  - Live 1.0 - Calogero (Réalisation : Les Sp6men)
  - Impromptu dans les jardins du Luxembourg - Alain Chamfort (Réalisation : François Goetghebeur)
  - Tryo au Cabaret Sauvage - Tryo (Réalisation : Julien Reymond et Benjamin Favreul)